# 大克吕
大克吕，是匈牙利亚斯-瑙吉孔-索尔诺克州所辖的一个村，总面积42.81平方公里，总人口1640，人口密度38.3人/平方公里（2010年1月1日）。